# KGB Archiver
KGB Archiver là một trình lưu trữ tệp tin và một công cụ nén dữ liệu dựa vào thuật toán nén PAQ6.
Được viết bằng Microsoft Visual C++ bởi Tomasz Pawlak, KGB Archiver được thiết kế để lưu trữ với tỉ lệ nén rất cao. Để làm được điều này, chương trình sẽ đòi hỏi bộ nhớ và CPU tương đối nhiều.
KGB Archiver là phần mềm tự do nguồn mở được phát hành dựa trên điều khoản của GNU General Public License. Phiên bản 2 beta 2 đã có cho Microsoft Windows và một phiên bản dòng lệnh của KGB Archiver 1.0 đã có cho hệ diều hành Unix-like. KGB Archiver là một trong ít những ứng dụng sử dụng thuật toán PAQ để tạo ra tập tin KGB. Có mười cấp độ nén, từ thấp đến cao, một khác biệt lớn so với hầu hết các phần mềm nén khác. Tuy nhiên, ở cấp độ nén cao hơn, thời gian cần thiết để nén một tập tin tăng lên đáng kể.
Trang mạng chính thức đã ngừng hoạt động.

## Yêu cầu hệ thống
Yêu cầu tối thiểu cho KGB Archiver là:
- 256 MB RAM
- Bộ xử lý 1.5 GHz

## Tính năng
- Hỗ trợ kiểu tập tin.kgb riêng và tập tin .zip[1][2]
- Mã hóa AES-256 [1][3][4]
- Cho phép tạo ra lưu trữ nén an toàn[1][3]
- Hỗ trợ Unicode cho cả giao tiếp người-máy và tập tin hệ thống
- Hỗ trợ đa ngôn ngữ (bao gồm Tiếng Ả-Rập, Tiếng Đức, Tiếng Hi Lạp, Tiếng Nhật, Tiếng Ba Lan, Tiếng Bồ Đào Nha, Tiếng Serbia, Tiếng Tây Ban Nha, và Tiếng Ukraina)[5]
- Có shell extension cho các phiên bản chạy trên Windows [5]

## Tham chiếu
1. 1 2 3 4 5 6  “"KGB Archiver review"”. Softpedia. Truy cập ngày 19 tháng 5 năm 2010.
2. 1 2 3  “"KGB Archiver 2 beta 2" - IXBT”. Translate.google.com. Truy cập ngày 19 tháng 5 năm 2010.
3. 1 2 3  “"KGB Archiver" - Software Informer”. Kgb-archiver.software.informer.com. ngày 1 tháng 4 năm 2009. Truy cập ngày 19 tháng 5 năm 2010.
4. 1 2  “"Kgb Archiver – The Most Powerful Compression Tool"”. Genius Hackers. ngày 17 tháng 6 năm 2008. Truy cập ngày 19 tháng 5 năm 2010.
5. 1 2  “"Compress 1 GB to 10 MB: KGB Archiver"”. Cshared. Bản gốc lưu trữ ngày 22 tháng 5 năm 2010. Truy cập ngày 19 tháng 5 năm 2010.